# Saint-Aubin-des-Bois, Calvados
Saint-Aubin-des-Bois là một xã ở tỉnh Calvados, thuộc vùng Normandie ở tây bắc nước Pháp.

## Dân số
| Năm    | 1962 | 1968 | 1975 | 1982 | 1990 | 1999 |
| ------ | ---- | ---- | ---- | ---- | ---- | ---- |
| Dân số | 405  | 351  | 307  | 272  | 230  | 261  |